# Tupi FC
Az Tupi Football Club, a brazil Juiz de Fora település labdarúgócsapata., melyet 1912. május 26-án hoztak létre. Az országos harmadik osztályban, valamint Minas Gerais állam első osztályának küzdelmeiben vesz részt.

## Játékoskeret
2018-tól 
| # |     | Poszt | Név             |
| - | --- | ----- | --------------- |
|   | BRA | K     | Gonçalves       |
|   | BRA | K     | Alexandre Azizi |
|   | BRA | V     | Wellington Reis |
|   | BRA | V     | Sidimar         |
|   | BRA | V     | Mateus          |
|   | BRA | V     | Arthur Sanches  |
|   | BRA | V     | Diogo           |
|   | BRA | V     | Afonso          |
|   | BRA | V     | Rodrigo Dias    |

| # |     | Poszt | Név             |
| - | --- | ----- | --------------- |
|   | BRA | KP    | Leonardo Salino |
|   | BRA | KP    | Marcel          |
|   | BRA | KP    | Rodrigo Dantas  |
|   | FRA | KP    | Rayane Belaid   |
|   | BRA | KP    | Diego Luis      |
|   | BRA | CS    | Tiaguinho       |
|   | BRA | CS    | Daniel Morais   |
|   | BRA | CS    | Reis            |